# 行政院 (汪精卫国民政府)
行政院是汪精卫国民政府的最高行政机关，1940年3月30日成立。

## 沿革
1940年3月30日成立时，国民政府代主席汪兆铭任行政院长，褚民谊任副院长。最初行政院下设有十四部四会，包括内政、外交、财政、军政、海军、教育、司法行政、工商、农矿、铁道、交通、社会、宣传、警政等部，以及赈务、边疆、侨务、水利等委员会。
此后经过一系列调整，至1943年1月最高国防会议改组后，行政院下设有内政、外交、财政、教育、司法行政、实业、宣传、铨叙、社会福利、粮食、建设等部。
1944年汪兆铭逝世后，陈公博继任为行政院长。

## 组织架构
行政院下设机构主要包括：
- 内政部
- 外交部
- 财政部
- 军政部（1942年改陆军部，隶属于军事委员会）
- 海军部（1942年改隶军事委员会）
- 教育部
- 司法行政部
- 工商部（1941年与农矿部合并为实业部）
- 农矿部（1941年与工商部合并为实业部）
- 实业部（1941年由工商部、农矿部合并而成）
- 铁道部（1941年并入交通部合）
- 交通部（1943年与水利委员会合并为建设部）
- 社会部（1941年撤销，改设社会运动指导委员会）
- 宣传部
- 警政部（1941年并入内政部）
- 铨叙部（1943年由考试院改隶行政院）
- 社会福利部（1943年由赈务委员会与社会指导委员会合并而成）
- 粮食部（1943年由粮食管理委员会改组而成，1944年撤销，划归实业部）
- 建设部（1943年由交通部、水利委员会合并而成）
- 赈务委员会（1943年与社会指导委员会合并为社会福利部）
- 边疆委员会（1943年撤销，并入内政部）
- 侨务委员会（1943年撤销，并入外交部）
- 水利委员会（1943年与交通部合并为建设部）
- 全国经济委员会（1941年成立，1943年改直隶国民政府）
- 粮食管理委员会（1940年11月成立，1943年改组为粮食部）
- 新国民运动促进委员会（1942年成立，1945年改隶中央党部）

除此之外，行政院还会根据具体需要而设置一些机构，其中包括接收日军管理工厂委员会、电影检查委员会、中央报业经理处、广播事业建设协会、古物接收委员会、文物保管委员会、中央物资统制委员会、保甲推进委员会、接收租界委员会、撤废各国在华治外法权委员会、敌产管理委员会、全国物资统制审议委员会、农业增产策进委员会、合作事业委员会等。

## 主要官员
行政院主要官员包括：

### 院长
- 汪兆铭（1940年3月31日兼任；1944年11月10日逝世）
- 陈公博（1944年11月12日任）

### 副院长
- 褚民谊（1940年3月31日任）
- 周佛海（1940年12月12日任）

### 秘书长
- 陈春圃（1940年3月31日任）
- 周隆庠（1943年9月10日任）

### 副秘书长
- 邹敬芳（1943年1月26日任）
- 巫兰溪（1943年1月26日任）
- 薛蓬元（1943年9月16日任）
- 胡泽吾（1945年2月6日任）

### 简任秘书
注：1944年5月在职
| - 陈啸湖 - 周恭生 - 何澄若 | - 邹理平 - 朱文庚 - 徐文棋 | - 陈国琦 - 林文海 |

### 政务委员
| - 傅式说（1941年8月16日任） - 李士群（1941年8月16日任） - 陈君慧（1941年8月16日任） - 赵尊岳（1941年8月16日任） | - 陈济成（1941年12月31日任） - 蔡培（1942年2月28日任） - 汪曼云（1942年6月4日任） - 苏成德（1942年6月30日任） | - 戴英夫（1942年8月27日任） - 顾继武（1942年8月27日任） - 陈济成（1943年1月13日任） - 岑德广（1943年1月13日任） |

### 参事厅长
- 邹敬芳（1941年11月25日任）
- 陈君慧（1940年4月1日任）

### 法制局长
- 陈允文（1940年4月1日任）